# Charles Étienne Louis Camus
Charles Étienne Louis Camus, född 23 augusti 1699 i Crécy-en-Brie, död 2 februari 1768 i Paris, var en fransk matematiker.
Camus var professor i geometri vid arkitekturakademin i Paris och medlem av franska Vetenskapsakademien. Han deltog i den franska gradmätning, som under ledning av Pierre de Maupertuis utfördes i Lappland 1736-37 och i vilken även fransmännen Alexis Claude Clairault och Pierre Charles Lemonnier samt svensken Anders Celsius deltog.